# 美月 (声優)
美月（みづき）は日本の女性声優。主にアダルトゲームに声をあてている。

## 人物
地元では普段はあまりアニメを放送していなかったため子供の頃にはアニメを観ることも少なかったが、『スレイヤーズNEXT』が夏休みに放送されて、OPを好きになり本編も面白かったので毎日観ていたという。そのOPを歌っていた人とキャラクターを演じていた人が同じ（林原めぐみ）であったことに気付いて、林原について調べたり、CDや声優雑誌を買っているうちに声優は凄いと憧れるようになったという。その後は『エヴァンゲリオン』などに熱中し、高校卒業後に上京して声優となった。
名前の由来は、小学生の頃読んでいた児童書『アイボリー』の主人公の女の子の名前から。当初は名字もあったが、ないほうがインパクトがあると思って「美月」にしたという。

## 出演
太字は主役・メインキャラクター。

### ゲーム

#### 2007年
- 風輪奸山「この身幾たび汚されようとも……」[2]

#### 2008年
- あるすまぐな! -ARS:MAGNA-（荒井 瑠華）[3]
- スマガ -STAR MINE GIRL-（樋ヶ 結花）[4]

#### 2009年
- 才気煥発才色兼備の君たちへ（薙島 瑠璃）[5]
- 真剣で私に恋しなさい!
- スマガスペシャル（樋ヶ 結花）[6]
- 絶対★魔王 〜ボクの胸キュン学園サーガ〜（ニム・グーデンベルク）[7]
- DEVILS DEVEL CONCEPT（向日 アズミ）[8]
- ナツユメナギサ（遠野 はるか）[9]
- Nega0（木之元 英子）[10]
- BALDR SKY Dive2 ”RECORDARE”
- 〜パンツを見せること、それが……〜大宇宙の誇り（ミリア・ド・アークアデア）[11]

#### 2010年
- 天の光は恋の星（白鳥 里桜）[12]
- メイドさんひろった!（小鳥遊 茉莉）[13]
- まじのコンプレックス（張本 つばめ）[14]

#### 2011年
- 神咒神威神楽（御門 龍水）[15]
- すきま桜とうその都会（早乙女 霞）[16]
- やや置き場がない!（秋野 美穂）[17]
- 揺り籠より天使まで（鶫）[18]

#### 2012年
- 真剣で私に恋しなさい!S（宇喜多 秀美）[19]
- かみのゆ（千年屋 籐子）[20]
- はつゆきさくら（宮棟 閑）[21]
- 創刻のアテリアル（丹生 真朱）[22]
- PersonA〜オペラ座の怪人〜（メグ・ジリー）[23]
- 辻堂さんの純愛ロード（葛西 久美子）[24]
- Zero Infinity -Devil of Maxwell-（万里也 ジュン）[25]
- 彼女と俺と恋人と。（徳吉 優子）[26]

#### 2013年
- しろのぴかぴかお星さま（菅生 茉莉花）[27]
- BRAVA!!（雪乃 みなも）[28]
- グリムガーデンの少女-witch in gleamgarden-（朝比奈 千歳）[29]
- 星逢のプリズムギア（神崎 皐月）[30]
- 辻堂さんのバージンロード（葛西 久美子）[31]
- PriministAr -プライミニスター-（駒 萱野）[32]
- ひめごとユニオン 〜We are in the springtime of life!〜（桜田門 誉）[33]
- Electro Arms -Realize Digital Dimension-（凪風 三奈子）[34]
- Timepiece Ensemble（蔵前 ななみ）[35]

#### 2014年
- 恋する夏のラストリゾート（夜明 夕陽）[36]
- 魔女こいにっき（バラゴン）[37]
- メルトピア（アリババ＝ラシード）[38]
- 蒼撃のイェーガー（ニーナ・アレクセエヴナ・トルスタヤ）[39]
- ひまわり!! -あなただけを見つめてる-（勿忘草 和泉）[40]
- 彼女と俺と、恋するリゾート 〜彼女と俺と恋人と。＆恋する夏のラストリゾート Wファンディスク〜（徳吉 優子、夜明 夕陽）

#### 2015年
- 神のラプソディ（フェルマ）[41]
- 嫁探しが捗りすぎてヤバい。（八神 美穂乃）[42]

#### 2016年
- 時を紡ぐ約束（里中 美鈴）[43]
- そして初恋が妹になる（川津 翼）[44]
- 恋と恋するユートピア（小川 千春）[45]
- 夏の魔女のパレード（湯鴨 あずき）[46]

#### 2017年
- セルフレ（五十鈴 伊緒）
- Making*Lovers（友人A、他）
- あなたに恋する恋愛ルセット（梶浦聖）

#### 2018年
- 将軍様はお年頃（鈴鹿）
- 恋はそっと咲く花のように

#### 2019年
- 恋はそっと咲く花のように 〜二人は永遠に寄り添っていく〜
- 将軍様はお年頃ふぁんでぃすく -御三家だヨ！ 全員集合-（鈴鹿）

#### 2020年
- 天冥のコンキスタ[47]
- グラン・オベリスク（ヤスミン）

### オンラインゲーム
- あいりすミスティリア!〜少女のつむぐ夢の秘跡〜（クレア・フィランドル）[48]
- ミナシゴノシゴト(シンゲン・ウォーハイト)

### コンシューマーゲーム
- 魔女こいにっき Dragon×Caravan（バラゴン、堀田）[49][50]
- Timepiece Ensemble（蔵前ななみ）

### CD
- ドラマCD はつゆきさくら〜ゴーストトラベル〜（宮棟 閑）[51]
- ドラマCD はつゆきさくら 第2巻 〜ゴーストウォー〜（宮棟 閑、遠野はるか）[51]
- そして初恋が妹になる ドラマCD 〜せーしゅんライフ in 美柿野寮〜（2016年、川津翼）
- ほめられてのびるらじおZ Presents「ほめらじんろう」[52]

### その他作品
- PopLife! 八月朔日ゆかり（2013年、八月朔日ゆかり）